# Захидов, Ботир Эркинович
Ботир Эркинович Захидов (узб. Botir Erkinovich Zohidov; род. в 1982 году, Ташкент, Узбекская ССР, СССР) — узбекский государственный деятель. Министр занятости и сокращения бедности с 23 сентября 2023 года. 

## Биография
Ботир Захидов родился в 1982 году в Ташкенте. В 2003 году окончил Ташкентский финансовый институт, впоследствии, также учился в Банковско-финансовой академии, которую окончил в 2008 году. 
В 2003 году поступил на работу в Асака банк, с 2005 по 2009 годы возглавлял отдел в департаменте внешнеэкономических связей банка. После перехода в Центральный банк, работал на должностях: начальника специального управления валютно-обменных операций, с 26 мая 2019 года — заместителя председателя правления. 
19 сентября 2022 года был назначен хокимом Шайхантахурского района города Ташкента. С 23 сентября 2023 года — министр занятости и сокращения бедности. Сохранил свой пост в новом правительстве утверждённом Законодательной палатой 21 ноября 2024 года.